# Mumbo Jumbo (musikalbum)
Mumbo Jumbo är den svenska sångaren Paul Paljetts andra studioalbum, utgivet 1977 på Mariann Grammofon. På albumet finns "Guenerina", som är en av Paul Paljetts mest kända sånger.

## Låtlista
| 1. | "Ohio"                  | Paul Sahlin, Thomas Minor     | 4:15 |
| 2. | "Bye Bye Carolina"      | Paul Sahlin, Thomas Minor     | 3:40 |
| 3. | "Anden i lampan"        | Paul Sahlin, Torgny Söderberg | 2:48 |
| 4. | "No Mariann"            | Paul Sahlin, Thomas Minor     | 2:58 |
| 5. | "Ingen vind, ingen våg" | Monica Forsberg, Paul Sahlin  | 3:05 |
| 6. | "Power Glide"           | Paul Sahlin, Thomas Minor     | 2:41 |

| 1.           | "Hello Jamaica" | Douglas Lawton, Paul Sahlin  | 3:18  |
| 2.           | "Guenerina"     | Monica Forsberg, Paul Sahlin | 3:28  |
| 3.           | "You Can Dance" | Paul Sahlin, Thomas Minor    | 3:13  |
| 4.           | "Penny"         | Paul Sahlin                  | 3:11  |
| 5.           | "Susie"         | Paul Sahlin                  | 4:07  |
| 6.           | "Mumbo Jumbo"   | Paul Sahlin, Thomas Minor    | 3:05  |
| Total längd: | Total längd:    | Total längd:                 | 38:29 |

## Listplaceringar
| Lista (1977) | Position |
| ------------ | -------- |
| Sverige      | 5        |